# Tour d'angle

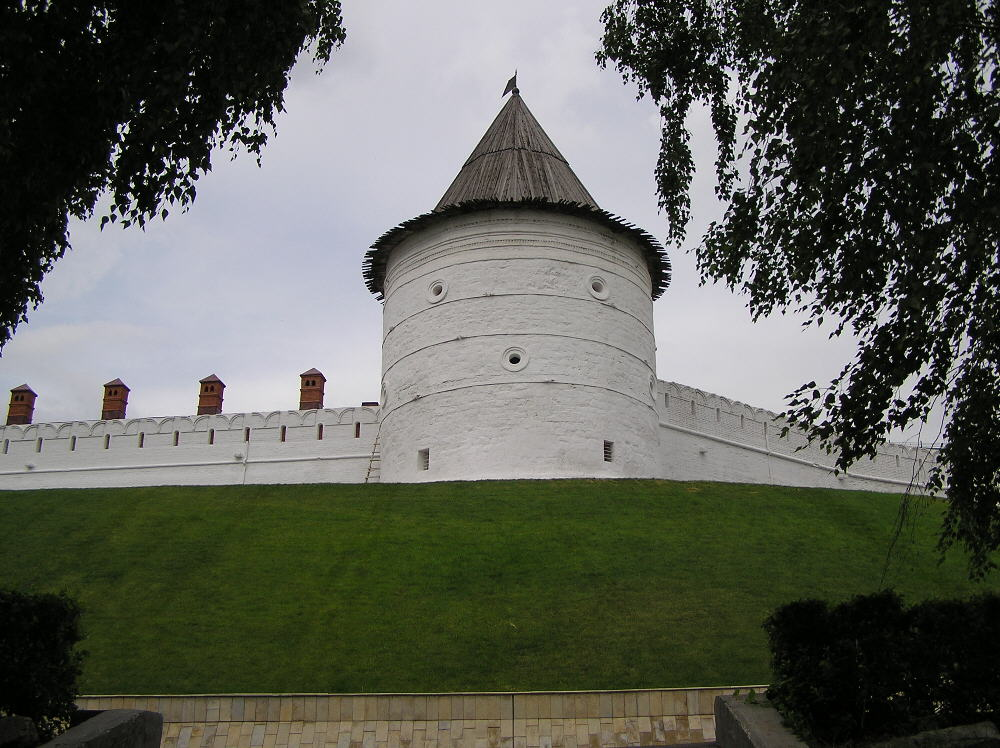
Tour d'angle du kremlin de Kazan, Russie.

Une tour d'angle (ou tour du coin, ou tour cornière) est une tour de flanquement située à l'angle d'un château ou d'une forteresse permettant la surveillance et la défense dans toutes les directions.
Les angles des forteresses médiévales étaient des points sensibles, car d'attaque plus facile et de défense plus difficile qu'un mur de rempart. Et lorsque l’assaillant avait pu prendre pied, il était masqué pour les défenses rapprochées et difficile à déloger.
Par ailleurs, ces tours permettaient un tir en enfilade sur les assaillants, des deux côtés de l'angle où se situe la tour. 
Il fallait donc que ces tours d'angle fussent très fortes par elles-mêmes. On les bâtissait sur une circonférence plus grande que les autres, on les tenait plus hautes, on multipliait les obstacles à leur base à l’extérieur, par des fossés plus larges, des palissades, quelquefois même des ouvrages avancés.
On trouve des tours d'angle sur de nombreuses forteresses européennes, en France, au Royaume-Uni ou sur les kremlins russes.
À Paris, l'enceinte de Philippe-Auguste présente trois tours d'angle : Les tour du Coin (Louvre), tour de Nesle, tour Barbeau. L'enceinte de Charles V en présente deux : tour du Bois et tour de Billy. Une des huit tours de la Bastille porte le nom de tour du coin.